# The Caretaker - Il guardiano
The Caretaker - Il guardiano (The Caretaker) è un film britannico del 1963 diretto da Clive Donner, tratto dall'omonima commedia di Harold Pinter, che lo ha sceneggiato.

## Trama
Due fratelli – dal carattere opposto -  ospitano per qualche tempo un barbone, dall'attitudine razzista, nella propria casa londinese, un edificio che necessita di qualche intervento di sistemazione. Ciascuno dei due fratelli tratta prevalentemente da solo col senzatetto, e ciascuno dei due, all'insaputa dell'altro, gli offre la mansione di guardiano. I loro scambi di battute sono tendenzialmente piuttosto incoerenti. Uno dei fratelli racconta di essere stato sottoposto, in passato, ad elettrochock, l'altro ha il più delle volte un atteggiamento aggressivo, e il clochard stesso racconta di dover recuperare alcuni documenti che proverebbero la propria elevata ascendenza sociale. Uno dei due fratelli ammira moltissimo una statuetta del Buddha che tiene in una soffitta affastellata di ciarpame.
I due fratelli hanno anche sovente discussioni sulla sistemazione della casa col barbone, che viene estromesso diverse volte, e diverse volte riaccolto. I motivi dei dissapori risiedono però principalmente nel suo essere maleodorante, nel fare strani versi mentre dorme, nella questione delle correnti d'aria. La statuetta del Buddha viene frantumata. Nell'ultimo colloquio fra il senzatetto e uno dei due fratelli si tratta ancora del suo allontanamento. Ma egli rimane. 